# Faith Majors
Faith Majors (* 6. September 1974 in Florida), eigentlich Faith Noelle Cross, ist eine US-amerikanische Schauspielerin, Model und die vierte Ehefrau des Schauspielers Lee Majors.

## Leben und Karriere
Faith Cross wurde 1974 in Florida geboren und wuchs dort auch auf. Ihre Laufbahn begann sie als Model.
In Houston stahl sie die Show in „Houston Red Carpets“, während sie zum Modeln gegangen war. Während dieses Abends trug sie die glitzernden Mattia Cielo-Diamanten von IW Marks, das gehämmerte Gelbgold von Luisa Rosas und ein sechsstelliges Kimberley McDonald-Kreuz.
Sie wurde als „A-Lister“ und „die Frau des Sechs-Millionen-Dollar-Manns“ bezeichnet, was ihr den Titel „der Sechs-Millionen-Dollar-Frau“ einbrachte. Ihr Ehemann Lee Majors wurde der „Sechs-Millionen-Dollar-Mann“ genannt, da er von 1973 bis 1978 die Rolle des "Steve Austin" in Der Sechs-Millionen-Dollar-Mann übernommen hatte. Weitere Erfolge von ihm waren die Rolle des "Heath Barkley" in Big Valley und die des "Colt Seavers" in Ein Colt für alle Fälle.
Im Jahr 2002 hatten die beiden geheiratet, nachdem sie sich seit Januar 1995 getroffen hatten. Da ihr Mann ein berühmter Serienstar war, versuchte auch sie sich beim Film.
Ihr erster Film, Jackbutt – The TV Movie, erschien 2006. 2007 spielte sie sich selbst in Me & Lee?, einem Film über ihren Ehemann Lee Majors. 2010 spielte sie ihre bekannteste Rolle in Corruption.Gov. Danach hatte sie 2013 einen letzten Auftritt vor der Kamera, und zwar in einer Folge der Fernsehserie The Five. 2022 gab es in dem Film Renegades – Legends Never Die eine Danksagung für sie.
Ihr Nettovermögen im Jahr 2020 wird auf vier Millionen US-Dollar geschätzt. Das meiste Geld bekam sie durch ihre Karriere als Model und Schauspielerin und verschiedenen kleineren Einkommensquellen. So sammelte sich Majors ein gutes Vermögen an, zieht es jedoch vor einen bescheidenen Lebensstil zu führen.

## Filmografie

### Filme
- 2006: Jackbutt – The TV Movie
- 2007: Me & Lee?
- 2010: Corruption.Gov (auch African Affairs–A Conflict of Interest)

### Fernsehserien
- 2013: The Five (1 Folge)

### Danksagungen
- 2022: Renegades – Legends Never Die (Renegades)